# 戸川村眞
戸川 村眞（とがわ むらざね、元文3年（1738年）- 文化4年9月2日（1807年10月3日）は、江戸時代後期の幕臣（旗本）・知行3,000石。諱は安廉、村眞の順に変えた。通称は鎌次郎、のち左門、主膳の順に変えた。
先代・村由の子に生まれる。母は大沢基隆の娘。妻は酒井忠侯の娘、後妻は小笠原政方の娘。子に戸川安章。
明和元年（1764年）、父の隠居により家督相続する。相続当初から自然災害に悩まされた。天明元年（1781年）には、5月21日の大雨による高梁川の増水のため多くの田畑が冠水に見舞われ、農作物が被害を受けた。翌天明2年（1782年）より天候不順で米と綿が不作となり、この状態が数年続いた（天明の大飢饉）。このため、年貢収入が激減し、知行所の財政悪化を招いた。
江戸では、寄合肝煎・先鉄砲頭を歴任。布衣の着用を認められた。
文化4年（1807年）9月2日没。